# 先王實錄
《先王實錄》，今亦稱《從征實錄》，為明末鄭成功政權部將戶官楊英所撰寫之日記式、編年體史書，主要記載跟隨延平王鄭成功1649–1662年征戰的史實。

## 序言
序云：「戶部主事楊英為輯造先王實錄事，謹將永曆三年己丑九月陳策從王，十月初一日蒙錄用敘起，至永曆十六年壬寅五月先王賓天止，凡所隨從戰征事實挨年逐月，採備造報以憑校正施行。」

## 簡介內容
《先王實錄》的成書年代約於1664年至1666年之間，而記述年月則是起於1649年11月4日（永曆三年九月一日）、終於1662年6月23日（永曆十六年五月）鄭成功逝世為止。內容主要為戰事與政務，同時亦記載戶都事楊英本人所掌管的糧事。
明鄭投降清朝後，此書正本隨末代延平王鄭克塽降清，進入清朝內府。於清高宗編撰四庫全書期間遭銷毀。然抄本仍於鄭成功故鄉福建南安縣石井鄉流傳。1927年（民國十六年）被秦望之發現，並送至北平中央研究院。1931年，由朱希祖校訂並改稱《延平王戶官楊英從征實錄》，簡稱《從征實錄》。1961年，又於石井公立鰲峰小學發現記事簿之實錄，然所記之年份只至1655年，亡佚過半。後經廈門大學陳碧笙教授領銜校訂，恢復其原名《先王實錄》，1980年印行，即是今日之版本。
此書為第一手資料，敘事有時較為詳盡，例如永曆四年接旨勤王入援廣州，廈門遭陷被迫回防。諸多戰事包括反攻南京功虧一簣，以及與李定國商議合作的書信、清廷議和不降等文書，彌足珍貴。尤其是攻打台灣嚴重缺糧的情形描繪深刻，以及國姓爺開台的諭令和楊英對開墾農務的啟陳建言，皆不見於他書。